# Luis Loaiza
Luis Loaiza Rincón (Venezuela) es un político venezolano, actualmente diputado de Mérida por la Asamblea Nacional desde 2016 como diputado suplente y desde 2020 como diputado electo, así como diputado al Parlasur.

## Biografía
Inició su carrera pública como dirigente estudiantil. Fue observador internacional y oficial de protección adscrito al programa de Verificación y Seguimiento de Derechos y Garantías de la Organización de Estados Americanos en Nicaragua en 1990. En 1992 fue profesor de la Universidad Fermín Toro en Barquisimeto, Lara y de la Escuela de Ciencia Política de la Universidad de Los Andes entre 1993 y 2016.
Fue director de la Escuela de Ciencias Políticas de la Universidad de Los Andes entre 2002 y 2006 y presidente de la Asociación de Profesores de la Universidad de Los Andes (APULA) entre 2006 y 2015, y representante Profesoral Principal ante el Consejo Universitario de la Universidad de Los Andes entre 2008 y 2016.

### Diputado en la Asamblea Nacional
Loaiza se unió al partido Un Nuevo Tiempo, con el cual se lanzó a las elecciones legislativas y ganó en 2015 como diputado suplente, asumiendo después como principal con Kiko Bautista como suplente. Fue presidente de su partido en el estado Mérida. En 2017 fue juramentado por el gobernador Ramón Guevara como director de Educación de Educación regional. Después renunció a UNT y se incorporó a Encuentro Ciudadano.
Como diputado, declaró al presidente Nicolás Maduro en usurpación del cargo, pero después apoyó la asunción de Luis Parra a la Asamblea Nacional el 5 de enero de 2020, donde lo eligieron a sin votos ni quórum verificados. Debido a estas acciones fue expulsado de su partido ese mes, siendo acusado por su compañera de partido, Delsa Solórzano, de estar vinculado a la Operación Alacrán, y recibiendo críticas de la oposición, entre ellos, del diputado y exgobernador adeco Williams Dávila, que lo acusó de traición y de la diputada Bolivia Suárez, quien también lo vinculó al gobierno de Maduro, denunciando que intentó chantajear a la diputada Addy Valero, recién diagnosticada con cáncer, con facilitarle tratamiento médico.
Tras esto, Loaiza declaró: «No traicioné a nadie, voté con conciencia, jamás estaré de acuerdo con malas decisiones, como las de Juan Guaidó y el Cucutazo» y también que los diputados Williams Dávila y Juan Pablo Guanipa «me amenazaron y aseguraron que quemarían mi vivienda en Mérida y atacarían a mi familia por la supuesta traición. Ahora me toca dirigirme a la Fiscalía del Ministerio Público de la dictadura a levantar la denuncia en contra de estos dos parlamentarios».
En septiembre de 2020 se manifestó en contra de las sanciones económicas impuestas a Venezuela por Estados Unidos.
En 2021 se lanzó a la reelección por la lista nacional postulada por la organización política Primero Venezuela, resultando reelegido como diputado por la Asamblea Nacional hasta 2026.